# パットン大戦車軍団
『パットン大戦車軍団』（パットンだいせんしゃぐんだん、英語: Patton）は、第二次世界大戦中のアメリカ軍のジョージ・パットン将軍を描いた1970年公開の映画。主演はジョージ・C・スコット。
スティーヴン・ジェイ・シュナイダーの『死ぬまでに観たい映画1001本』に掲載されている。

## 概要
パットンの生涯を映画化する動きは1953年に始まり数回行われた。パットン家はプロデューサーその他から映画制作への協力を申し込まれた。彼らはパットンの日記と家族の出演を望んだ。しかし彼らが一家を訪問したのはパットンの未亡人のビアトリス・エール・パットンの葬儀の直後で、その後家族は映画に対し頑なになり、映画化への協力を拒絶した。
家族からの協力を得られなかったフランシス・フォード・コッポラとエドマンド・H・ノースは、下記の2冊の伝記から脚本を制作した。映画はフランクリン・J・シャフナーが監督した。パットンと共に戦い下記の伝記の作者でもあるオマール・ブラッドレーも本作のアドバイザーを務めている。
- Patton: Ordeal and Triumph：ラディスラス・ファラーゴ
- A Soldier's Story：オマール・ブラッドレー

映画は北アフリカでの第2軍団司令官への着任から始まり、シチリア島侵攻時では第7軍司令官となったが、現場で戦争後遺症の兵士を殴ったことで、第7軍司令官から解任され、イギリスに戻されたが、ノルマンディー上陸作戦時に第3軍司令官として復帰、その後のバルジの戦いで戦史に残る功績を上げた後、1945年10月の第15軍司令官への異動までを描いており、ブラッドレーやドイツの情報将校オスカル・シュタイガーが狂言回しとして登場する。オープニングのモノローグは1944年6月5日、ノルマンディー上陸作戦に先立って行われたスピーチ（第3軍に対するパットンの演説）を元にした物であったが、実際のスピーチには多くの不敬表現が含まれており（パットンは平時から言葉遣いの乱暴さで有名であった）、映画ではそのような表現の大部分は排除されるかあるいはより穏やかな表現に置き換えられた。
ロケーションはスペインやベルギーで行われ当時スペイン陸軍が保有していた戦闘車両（M24軽戦車、M41軽戦車、M48パットン等）がアメリカ軍やドイツ軍のものとして登場する。
パットンを演じたジョージ・C・スコットはアカデミー最優秀主演男優賞を受賞し、「史上最高の演技の1つ」と賞賛されたが、スコットはオスカーの授賞式を「肉のパレード」と呼んで受賞を拒否した。2003年にはアメリカ議会図書館が「文化的に重要である」として、アメリカ国立フィルム登録簿に同作を登録した。
続編として同じくジョージ・C・スコットがパットン役を演じた『パットン将軍 最後の日々』（原題：The Last Days of Patton）がある。

## スタッフ
- 監督 - フランクリン・J・シャフナー
- 制作 - フランク・マッカーシー
- 脚本 - フランシス・フォード・コッポラ／エドマンド・H・ノース
- 撮影 - フレッド・コーネカンプ
- 音楽 - ジェリー・ゴールドスミス
- 軍事アドバイザー - オマール・ブラッドレー
- 日本語字幕：飯嶋永昭

## キャスト
| 役名                                 | 俳優                             | 日本語吹き替え                                          | 日本語吹き替え                                            | 日本語吹き替え |
| 役名                                 | 俳優                             | 日本テレビ旧録版                                        | 日本テレビ新録版                                          | 二ヵ国語LD版 |
| ------------------------------------ | -------------------------------- | ------------------------------------------------------- | --------------------------------------------------------- | --- |
| ジョージ・パットン米陸軍大将         | ジョージ・C・スコット            | 織本順吉                                                | 大木民夫                                                  | 大平透 |
| オマール・ブラッドレー米陸軍大将     | カール・マルデン                 | 永井智雄                                                | 島宇志夫                                                  | 内田稔 |
| エルヴィン・ロンメル独陸軍元帥       | カール・ミヒャエル・フォーグラー |                                                         | 伊藤惣一                                                  | 納谷悟朗 |
| バーナード・モントゴメリー英陸軍元帥 | マイケル・ベイツ                 | 櫻片達雄                                                | 宮内幸平                                                  | 大木民夫 |
| ウォルター・ベデル・スミス米陸軍少将 | エドワード・ヴィンス             |                                                         | 西田昭市                                                  | 塩見竜介 |
| ホバート・カーヴァー米陸軍准将       | マイケル・ストロング             |                                                         | 村松康雄                                                  | 仁内達之 |
| アルフレート・ヨードル独陸軍大将     | リヒャルト・ミュンヒ             |                                                         | 宮川洋一                                                  | 緑川稔 |
| オスカル・シュタイガー独陸軍大尉     | ジークフリート・ラオホ           |                                                         | 伊武雅刀                                                  | 徳丸完 |
| チェスター・ハンセン米陸軍大尉       | スティーヴン・ヤング             |                                                         |                                                           | 屋良有作 |
| チャールズ・コッドマン米陸軍中佐     | ポール・スティーブンス           |                                                         | 池田勝                                                    | 池田勝 |
| ヘンリー・ダヴェンポート米陸軍中佐   | フランク・ラティモア             |                                                         |                                                           | |
| ルシアン・トラスコット米陸軍少将     | ジョン・ダウセット               |                                                         |                                                           | |
| ハロルド・アレキサンダー英陸軍大将   | ジャック・グウィリム             |                                                         |                                                           | |
| アーサー・カニンガム英空軍少将       | ジョン・バリー                   |                                                         |                                                           | |
| アーサー・テッダー英空軍大将         | ジェラルド・フルード             |                                                         |                                                           | |
| ニュースフィルムナレーション         |                                  |                                                         | 小林完吾                                                  | 矢田耕司 |
| その他                               | N/A                              | 藤本譲 児玉謙次 他                                      | 亀井三郎 塩沢兼人 岩名雅紀 小出和明 田中康郎 屋良有作     | 寺島幹夫 上田敏也 石井敏郎 加藤正之 峰恵研 藤城裕士 千田光男 作間功 田中亮一 大山高男 広瀬正志 好村俊子 竹口安芸子 |
| 日本語版スタッフ                     |                                  |                                                         |                                                           | |
| 演出                                 | 演出                             |                                                         | 鳥海俊材                                                  | 伊達渉 |
| 翻訳                                 | 翻訳                             |                                                         | 大野隆一                                                  | 佐藤一公 |
| 調整                                 | 調整                             |                                                         | 遠西勝三                                                  | |
| 効果                                 | 効果                             |                                                         | 新音響                                                    | |
| 録音                                 | 録音                             |                                                         | シネビーム                                                | |
| 制作                                 | 制作                             |                                                         | 日本テレビ シネビーム                                     | 東北新社 |
| 初回放送                             | 初回放送                         | 1974年4月10日（前編） 17日（後編） 『水曜ロードショー』 | 1976年6月30日（前編） 7月7日（後編） 『水曜ロードショー』 | N/A |

- DVD・BDには日本テレビ新録版を収録（約170分）。

## 音楽
多作な作曲家ジェリー・ゴールドスミス]が作曲・指揮した。

## 受賞／ノミネート
- 第43回アカデミー賞

| 受賞       | 人物                                                                                  |
| 作品賞     | フランク・マッカーシー                                                                |
| 監督賞     | フランクリン・J・シャフナー                                                           |
| 主演男優賞 | ジョージ・C・スコット                                                                 |
| 脚本賞     | フランシス・フォード・コッポラ エドマンド・H・ノース                                  |
| 編集賞     | ヒュー・S・ファウラー                                                                 |
| 美術賞     | ウーリー・マックリアリー ギル・パロンド アントニオ・マテオス ピエール・ルイ・テヴェン |
| 録音賞     | ダグラス・ウィリアムズ ドン・ベースマン                                               |
| ノミネート |                                                                                       |
| 撮影賞     | フレッド・コーネカンプ                                                                |
| 作曲賞     | ジェリー・ゴールドスミス                                                              |